# Nathan Lewis Miller
Nathan Lewis Miller, född 10 oktober 1868 i Solon, New York, död 26 juni 1953 i Syracuse, New York, var en amerikansk republikansk politiker. Han var den 46:e guvernören i delstaten New York 1921-1922.
Han studerade vid Cortland Normal School (numera State University of New York College at Cortland). Därefter studerade han juridik och inledde 1893 sin karriär som advokat. Han gifte sig 1896 med Elizabeth Davern. Paret fick sju döttrar.
Han var domare i delstaten New Yorks högsta domstol 1903-1913.
Miller vann 1920 års guvernörsval i New York mot den sittande guvernören Al Smith. Miller var en konservativ politiker och motståndare till kvinnornas rättigheter. Han uppträdde som guvernör inför League of Women Voters, en organisation av kvinnliga väljare, och sade till dem att de är ett hot mot amerikanska institutioner. Han kandiderade till omval som guvernör men förlorade den gången mot Al Smith. 
Millers grav finns på Cortland Rural Cemetery i Cortland, New York.